# 안동시의회
안동시의회는 경상북도 안동시 지역을 관할하는 기초의회이다.